# UFO (zespół muzyczny)
UFO – brytyjski zespół rockowy, istniejący w latach 1968-1983, 1984-1989, 1991-2024, grający muzykę będącą połączeniem hard rocka w stylu Led Zeppelin i Nowej Fali Brytyjskiego Heavy Metalu. Twórczość UFO miała wpływ na wiele zespołów heavymetalowych lat 80.
13 kwietnia 2019 w wieku 73 lat zmarł na zawał serca Paul Raymond, gitarzysta i klawiszowiec grupy.
19 września 2019 w wieku 70 lat zmarł Larry Wallis.
9 czerwca 2020 zmarł Paul Chapman dokładnie w dniu swoich 66 urodzin.
14 sierpnia 2020 zmarł były basista grupy Pete Way.
1 stycznia 2021 zmarł pierwszy gitarzysta grupy Mick Bolton.

## Skład
- Phil Mogg – śpiew (1968–1983, 1984–1989, od 1992)
- Andy Parker – perkusja (1968–1983, 1988–1989, 1993–1995, od 2005)
- Vinnie Moore – gitara (od 2003)
- Rob De Luca – gitara basowa (od 2008)

## Dyskografia

### Albumy studyjne
- UFO1 (1970)
- Flying (1971)
- Phenomenon (1974)
- Force It (1975)
- No Heavy Petting (1976)
- Lights Out (1977)
- Obsession (1978)
- No Place to Run (1980)
- The Wild, the Willing and the Innocent (1981)
- Mechanix (1982)
- Making Contact (1983)
- Misdemeanor (1985)
- Ain’t Misbehavin’ (1988)
- High Stakes & Dangerous Men (1992)
- Walk on Water (1995)
- Covenant (2000)
- Sharks (2002)
- You Are Here (2004)
- The Monkey Puzzle (2006)
- The Visitor (2009)
- Seven Deadly (2012)
- A Conspiracy of Stars (2015)
- The Salentino Cuts (2017)[8]

### Albumy koncertowe
- Live (1972)
- Live in Concert (1974)
- Lights Out in Tokyo (1978)
- Strangers in the Night (1979)
- Headstone – Live at Hammersmith 1983 (1983)
- Live in Japan (1992)
- T.N.T. (1993)
- Live in Texas (1994)
- Heaven’s Gate (1995)
- X-Factor: Out There & Back (1997)
- On With the Acton (1998)
- Showtime (2005)

### Składanki
- Space Metal (1976)
- Anthology (1986)
- The Best of the Rest (1988)
- The Essential UFO (1992)
- Best of UFO: Gold Collection (1996)
- X-Factor: Out There & Back (1997)
- Flying: The Early Years 1970–1973 (2004)
- An Introduction to UFO CD (2006)
- The Best of UFO (1974–1983) (2008)

### Wideografia
- Too Hot to Handle
- Showtime